# 1er conseil des ministres de la Saskatchewan
 2e conseil des ministres
Le 1er conseil des ministres de la Saskatchewan (en anglais : 1st Saskatchewan Ministry) est le gouvernement de la Saskatchewan de 1905 à 1916.

## Gouvernement

### Composition initiale (12 septembre 1905)
| Fonction | Titulaire | Titulaire                                                                           | Parti   |
| --- | --------- | ----------------------------------------------------------------------------------- | ------- |
| Président du conseil exécutif Commissaire aux Affaires municipales Commissaire aux Travaux publics Commissaire aux Chemins de fer (jusqu'au 12/06/1908) |           | Thomas Walter Scott                                                                 | Libéral |
| Commissaire à l'Agriculture Secrétaire Provincial |           | William Richard Motherwell                                                          | Libéral |
| Procureur général |           | John Henderson Lamont (jusqu'au 23/09/1907) puis William Ferdinand Alphonse Turgeon | Libéral |
| Commissaire à l'Éducation Trésorier provincial Commissaire aux Chemins de fer, aux Télégraphes et aux Téléphones (à partir du 16/06/1908)               |           | James Alexander Calder                                                              | Libéral |

### Remaniement du 18 décembre 1909
| Fonction | Titulaire | Titulaire                          | Parti   |
| --- | --------- | ---------------------------------- | ------- |
| Président du conseil exécutif Ministre des Affaires municipales (jusqu'au 09/05/1910) Ministre des Travaux publics |           | Thomas Walter Scott                | Libéral |
| Ministre de l'Agriculture Secrétaire Provincial                                                                    |           | William Richard Motherwell         | Libéral |
| Procureur général                                                                                                  |           | William Ferdinand Alphonse Turgeon | Libéral |
| Ministre de l'Éducation Trésorier provincial Ministre des Chemins de fer, des Télégraphes et des Téléphones        |           | James Alexander Calder             | Libéral |
| Ministre des Affaires municipales (à partir du 09/05/1910)                                                         |           | Archibald Peter McNab              | Libéral |

### Remaniement du 12 août 1912
| Fonction | Titulaire | Titulaire                          | Parti   |
| --- | --------- | ---------------------------------- | ------- |
| Président du conseil exécutif Ministre de l'Éducation                                                                                     |           | Thomas Walter Scott                | Libéral |
| Ministre de l'Agriculture |           | William Richard Motherwell         | Libéral |
| Procureur général Secrétaire Provincial                                                                                                   |           | William Ferdinand Alphonse Turgeon | Libéral |
| Ministre des Affaires municipales |           | George Langley                     | Libéral |
| Trésorier provincial Ministre des Téléphones (à partir du 18/01/1913)                                                                     |           | George Alexander Bell              | Libéral |
| Ministre des Travaux publics |           | Archibald Peter McNab              | Libéral |
| Ministre des Chemins de fer, des Télégraphes et des Téléphones (jusqu'au 18/01/1913) Ministre des Chemins de fer (à partir du 18/01/1913) |           | James Alexander Calder             | Libéral |